# Tajná služba
Tajná služba je státní organizace, která má za úkol ochraňovat bezpečnost státu a jejíž práce je utajována. Mezi tajné služby bývají řazeny i neuniformované složky policie (útvary boje proti organizovanému zločinu, protiteroristická komanda), hlavně k nim však patří zpravodajské služby, civilní nebo vojenské, zabývající se výzvědnou nebo kontrarozvědnou činností. Kontrola tajných služeb politiky nebo veřejností bývá jen omezená a nepřímá.
V demokraciích je kontrola tajných služeb zaručena zpravidla dozorem výborů či komisí, složených z volených zástupců občanů, činných pod slibem mlčenlivosti. Tajnost informací je časově omezena, podle stupně závažnosti. Předpokládá se, že je tak možné posoudit a zaručit zodpovědnost jednotlivců ještě za jejich aktivního života.
V diktaturách nebo totalitních zemích vykonávají tajné služby především[zdroj?] politickou represi – stávají se tajnou policií. Např. ve Východním Německu byla hlavní tajnou službou Stasi.